# Theologische Universiteit Apeldoorn
Theologische Universiteit Apeldoorn (TUA) is de Nederlandse theologische opleiding die uitgaat van de Christelijke Gereformeerde Kerken. Aan de TUA studeren ruim 130 studenten.

## Geschiedenis

### Theologische School
Nadat in 1892 de Vereniging had plaatsgevonden tussen de Christelijke Gereformeerde Kerken (op slechts drie gemeentes na) en de Nederduits Gereformeerde Kerken, ging een klein deel van de Christelijke Gereformeerde Kerk verder onder de oude naam. Als gevolg van de vereniging was de Theologische School in Kampen overgegaan in handen van de Gereformeerde Kerken in Nederland. Omdat de nieuwe kerk geen theologische opleiding had stichtte de synode van de Christelijke Gereformeerde Kerk in 1894 een 'Theologische School' in Den Haag, waar F. P. L. C. van Lingen en J. Wisse Czn. de eerste docenten van werden. De opleiding verhuisde in 1899 naar Rijswijk, maar werd in 1910 weer naar Den Haag verplaatst. Ondertussen werd ds. P. J. M. de Bruin in 1905 docent en in datzelfde jaar stopte ds. J. Wisse zijn werkzaamheden op de opleiding, toen hij een beroep aannam naar de gemeente te Zierikzee. In 1909 legde docent Van Lingen zijn arbeid neer. Achtereenvolgens werden benoemd de docenten A. van der Heijden, H. Janssen, F. Lengkeek en J. J. van der Schuit. In 1919 werd de school gevestigd in Apeldoorn, onder meer omdat men een grote stad minder geschikt achtte als woonplaats voor de studenten.

### Theologische Universiteit
In 1962 werd de naam van Theologische School veranderd in Theologische Hogeschool, om in 1989 te worden veranderd in Theologische Universiteit Apeldoorn. Ofschoon er alleen theologie gestudeerd kon (en kan) worden, koos men toch voor de benaming 'universiteit' in plaats van 'faculteit'. Tot 1968 was de Theologische Hogeschool alleen toegankelijk voor studenten die waren toegelaten tot de predikantenopleiding van de Christelijke Gereformeerde Kerken. In dat jaar mochten ook anderen de theologieopleiding volgen, mits zij instemden met de Drie Formulieren van Enigheid. Hierdoor konden ook studenten uit andere kerkgenootschappen, uit het buitenland en studenten die wel theologie wilden studeren, maar geen predikant wilden worden of (nog) niet waren toegelaten tot de predikantenopleiding aan de Hogeschool studeren. In 1975 werd het kandidaatsexamen door de overheid gelijkgesteld aan het examen aan een rijksuniversiteit. Hierdoor kwam de Hogeschool ook in aanmerking voor rijkssubsidie en konden de studenten aanspraak maken op een studiebeurs. In 1979 werd het mogelijk om ook het doctoraal examen af te leggen en in 1992 vond de eerste promotie aan de universiteit plaats.
De universiteit begon het collegejaar 2014-2015 met een recordaantal van 148 studenten. In diezelfde periode besloot de TUA een beperking in te stellen op het aantal studenten en promovendi uit Zuid-Korea. In dat land is veel aandacht voor het gedachtegoed van Nederlandse theologen als Abraham Kuyper en Herman Bavinck, waardoor veel studenten voor een van de kleinere gereformeerde universiteiten in Nederland kiezen. In Apeldoorn was het aantal Zuid-Koreaanse studenten in tien jaar tijd verdubbeld.
Er waren plannen om de TUA op te laten gaan in een Gereformeerde Theologische Universiteit, waarin ook de Theologische Universiteit Kampen en de predikantenopleiding van de Nederlands Gereformeerde Kerken zouden participeren. De Christelijke Gereformeerde synode heeft in oktober 2017 de vorming van de Gereformeerde Theologische Universiteit echter afgewezen. Kort hierop is de predikantenopleiding van de Nederlands Gereformeerde Kerken verhuisd naar de Theologische Universiteit Kampen. Op het aantal studenten en docenten had dit nauwelijks invloed.
Toen bleek dat de fusie niet door ging, ontwikkelde de universiteit zich op een andere manier. Zo werden er enkele bijzondere hoogleraren benoemd en werd er een tweede master ontwikkeld. Hierdoor kreeg de universiteit naast de bestaande driejarige predikantsmaster ook een eenjarige masteropleiding met de naam: ”herbronning gereformeerde theologie”. Daarnaast werd het mogelijk om bij meerdere hoogleraren op meerdere vakgebieden te promoveren. In 2023 werd het gebouw van de universiteit verbouwd om meer studeerplekken voor de studenten, werkplekken voor docenten, betere berging van boeken, een mooie bibliotheek en een verbeterde toegankelijkheid te realiseren.

## Hoogleraren
De theologische universiteit kent hoogleraren die benoemd worden door de christelijke gereformeerde synode en bijzonder hoogleraren die niet door de synode benoemd worden.
Hoogleraren:
- prof. dr. Henk van den Belt (systematische theologie)
- prof. dr. Albert Clement (theologie en muziek)
- prof. dr. Maarten Kater (praktische theologie)
- prof. dr. Bram de Muynck (christelijke pedagogiek)
- prof. dr. Herman Selderhuis (kerkgeschiedenis en kerkrecht)
- prof. dr. Arie Versluis (Oude Testament)
- prof. dr. Marten van Willigen (bijzonder hoogleraar)
- prof. dr. Wijnand Zondag (bijzonder hoogleraar vanuit de RMU)

Universitair hoofddocenten (selectie):
- dr. Gert van den Brink
- dr. Niels den Hertog (publieke theologie en ethiek)

- dr. Arjan van den Os (Nieuwe Testament)
- dr. Jan van 't Spijker (missiologie)

Emeritus hoogleraren:
- prof. dr. Arie Baars
- prof. dr. Gerard den Hertog
- prof. dr. Teus Hofman
- prof. dr. Johannes Willem Maris
- prof. dr. Eric Peels

## Voormalig docenten/hoogleraren
Tussen haakjes staan de dienstjaren als docent/hoogleraar vermeld.
- Frederik Philip Louis Constant van Lingen (1894-1909)
- Jacobus Wisse (1894-1902)[7]
- Pieter Johannes Marie de Bruin (1905-1938)[8]
- Adam van der Heijden (1909-1927)
- Hector Janssen (1909-1919)
- Franciscus Lengkeek (1914-1932)[9]
- Jacob Jan van der Schuit (1922-1953)
- Gerard Wisse (1921-1946)
- Jan Willem Geels (1932-1947)
- Leendert Huibert van der Meiden (1938-1953)[10]
- Jan Hovius (1947-1972)[11]
- dr. Jan van Genderen (1954-1993)
- dr. Berend Jakob Oosterhoff (1954-1987)
- Willem Kremer (1954-1969)
- dr. Willem Hendrik Velema (1966-1996)
- dr. Johannes Pieter Versteeg (1968-1987)
- dr. Willem van 't Spijker (1971-1997)
- dr. Jacobus de Vuyst (1988-1997)[12]
- dr. Arnold Huijgen (2013, hoofddocent; 2016, hoogleraar-2022)

## Onderwijs
Het opleidingenaanbod bestaat uit een driejarige bachelor. Deze heeft een meer oriënterend karakter waar ook talen als Grieks en Hebreeuws aan de orde komen. Daarnaast biedt de universiteit twee masteropleidingen aan: de driejarige master Theologie, met daarbinnen verschillende verdiepingen en specialisaties, en de eenjarige master 'Herbronning Gereformeerde Theologie'. De eenjarige master is een deeltijdmaster, waardoor deze master over een periode van twee jaar te studeren valt. Van studenten die predikant binnen de christelijke gereformeerde kerken willen worden, wordt verwacht dat zij de driejarige master volgen.
Tijdens de studie tracht men het gereformeerde karakter van het geloof en de kerk en het wetenschappelijk niveau van de universiteit bij elkaar te houden. 'Vroomheid en wetenschap', wordt dit ook wel genoemd. Aan de universiteit worden vakken binnen de Bijbelwetenschappen van Oude en Nieuwe Testament, de Systematische Theologie, de Kerkgeschiedenis, het Kerkrecht en de Praktische Theologie gedoceerd. 

## Studenten
De universiteit is oorspronkelijk opgericht als opleiding tot predikant binnen de Christelijke Gereformeerde Kerken. Sinds 1968 staat de universiteit echter ook open voor mensen die theologie willen studeren zonder predikant te worden. De ruime meerderheid van de studenten is geen lid van een CGK gemeente. Deze studenten zijn met name afkomstig uit de Gereformeerde Gemeenten, de Hersteld Hervormde Kerk en de Protestantse Kerk in Nederland, daarnaast zijn er ook studenten afkomstig uit evangelische kerken en de Gereformeerde Kerken.

## Onderzoek
Met de Theologische Universiteit Utrecht (voormalige Theologische Universiteit Kampen) van de Nederlandse Gereformeerde Kerken is een gemeenschappelijk onderzoeksprogramma opgezet. Enkele hoogleraren uit Apeldoorn participeren in een onderzoeksgroep met de naam 'BEST', dit staat voor: Biblical Exegesis and Systematic Theology.
In begon de Theologische Universiteit Apeldoorn en het Puritan Reformed Theological Seminary (PRTS) in Grand Rapids (VS) samen een onderzoekscentrum voor het puritanisme op. Hiermee zetten zij ook een daarmee verbonden gecombineerd doctoraatsprogramma op. Dit zogeheten Puritan Research Center wil dienen als centrum voor onderzoek, onderwijs en publicaties op het gebied van puritanisme, Nadere Reformatie en piëtisme.

## Publicaties
Vanuit de universiteit verschijnt een reeks Apeldoornse Studies. In 2017 verscheen het zeventigste nummer. De uitgaven betreffen academische redevoeringen, hoofdlijnen van doctoraalscripties en ander academisch werk van de instelling. De variatie aan onderwerpen geeft een oriëntatie op de hele breedte van de theologie zoals die in Apeldoorn beoefend wordt.

## Bibliotheek
De universiteit heeft een bibliotheek die gespecialiseerd is in theologische vakliteratuur, omdat ze in de eerste plaats bedoeld is om studenten, docenten en hoogleraren van de universiteit te ondersteunen in hun onderzoek en studie. De collectie van de bibliotheek omvat ongeveer 50.000 titels. Onder andere via Digibron doet de bibliotheek ook het nodige aan digitale ontsluiting van tijdschriften en brochures.

## Studentencorps
Aan de universiteit is een eigen studentencorps verbonden: Corpus Studiosorum in Academia Theologica Applenthornae cui nomen adiunctum est Per Fidem Studiumque ad Rostra (C.S.A.T.A. P.F.S.A.R.). Het corps is op 9 december 1904 opgericht in Rijswijk, waar de Theologische School der Christelijke Gereformeerde Kerk gevestigd was. De naam bij de oprichting was DINDUA, Door Inspanning Nuttig, Door Uitspanning Aangenaam. Oorspronkelijk was het een reciteervereniging. DINDUA is met de Theologische School meeverhuisd en belandde zodoende in 1919 in Apeldoorn. In 1925 is de naam van de vereniging naar Per Fidem Studiumque ad Rostra veranderd. Op 1 april 1963 werd de naam naar het huidige C.S.A.T.A. P.F.S.A.R. veranderd. Leden spreken veelal van 'Pefsar'. Het corps is alleen toegankelijk voor (oud)studenten van de universiteit.